# 拉克傑克 (加利福尼亞州)
拉克傑克（英語：Lacjac）是位於美國加利福尼亞州弗雷斯諾縣的一個非建制地區。該地的面積和人口皆未知。

## 地理
拉克傑克的座標為36°36′42″N 119°29′02″W / 36.61167°N 119.48389°W，而該地的平均海拔高度為106米（即348英尺）。